# D1 Tower
O D1 Tower é um arranha-céu residencial de 284 metros de altura, com 80 andares, localizado em Dubai, Emirados Árabes Unidos, embora o desenho original previa uma altura total de 350 metros. Concluído em 2015, possui um lounge skyrise, cinema privativo, piscina coberta, academia e serviços de concierge. A torre é a irmã de um dos mais altos edifícios residenciais do mundo, o Q1 Tower, em Queensland. O edifício é adjacente ao Palazzo Versace Dubai.
Em 2015, ficou na 7.ª colocação no Prêmio Emporis Skyscraper, que lista os "Melhores Novos Arranha-Céus do Ano".